# Ізмаїл (монітор)

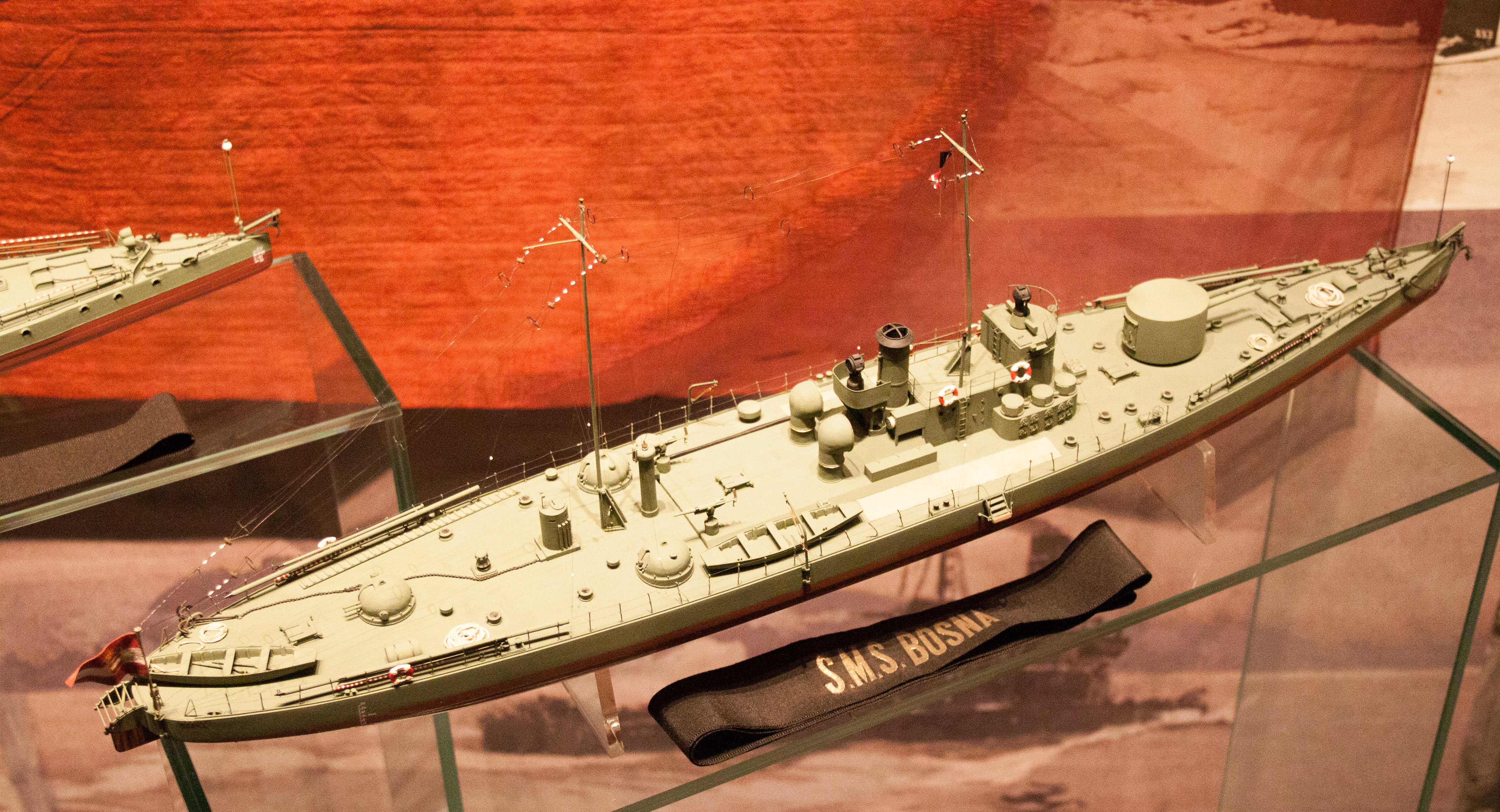
Модель однотипного "САаві" (майбутньому "Ізмаїлу") монітора "Босна".

«Ізмаїл» —  річковий монітор типу "Сава", один з двох моніторів цього типу. У ВМС СРСР спільно з іншими трофейними румунськими моніторами відносили до типу «Азов», один з п'яти моніторів таких моніторів.

## Історія корабля

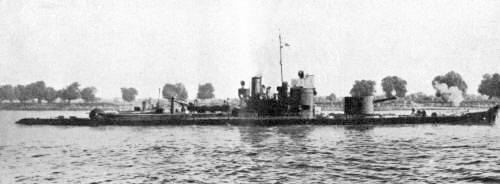
Однотипний монітор з «Савою» - «Ізмаїлом» монітор "Вардар" (колишній "Темеш" ІІ та "Босна"), 1933 рік

Монітор  був закладений в 1914-му році на судноверфі Austria-Werft в Лінці (Австро-Угорщина), спущений на воду і введено до складу австро-угорського флоту під назвою «Sava» в 1915 році. 
31 грудня 1918-го року корабель був інтернований Югославією і увійшов до складу югославського флоту під ім'ям «Soca». 15 квітня 1920 року «Soca» було передано Румунії і отримав назву «Bucovina». У 1936-37 роках було проведено капітальний ремонт і модернізацію монітора.

### Друга світова війна
Монітор брав участь у боях на Дунаї в червні 1941 року проти радянської Дунайської флотилії.
Після цього корабель залучили до супроводження конвоїв, у зв'язку з чим на ньому на ньому замінили кулемети 610 міліметровим бомбометом для скидання глибинних бомб.
«Bucovina» капітулював 27 серпня 1944 року. До 10 вересня він увійшов до складу румунської бригади моніторів під радянським контролем. Надалі румунська екіпаж був замінений на радянський і 10 листопада монітор увійшов до складу Дунайської військової флотилії, отримав ім'я «Ізмаїл» і включений в 1-й дивізіон моніторів 1-й Керченської Червонопрапорної бригади річкових кораблів.
Надалі корабель участі в бойових діях не брав.
1951 року корабель повернули Румунії, де він служив під іменем  М-205 входив до складу її Дунайської флотилії до 1959 - 1960 років, після чого його роззброїли та утилізували.